# Sesto di Terzone
Il Sesto di Terzone è un'unità territoriale appartenente al comune di Leonessa, e per mezzo dei Sestieri o Università Agrarie o Comunanze di:  Terzone San Pietro, Terzone San Paolo e Sant'Angelo in Trigillo gode di autonomia per l'amministrazione separata dei beni di uso civico.
Le Università Agrarie di: Terzone San Pietro, Terzone San Paolo e Sant'Angelo in Trigillo, fanno parte della Comunità Montana Montepiano Reatino.
Questa autonomia anticamente era più marcata, come lo era anche per gli altri Sesti che componevano e compongono tutt'oggi il territorio del comune di Leonessa, infatti era compito dei sei Priori, eletti uno per ogni Sesto, di amministrare la cosa pubblica del comune.
Il Sesto di Terzone, che faceva capo alla chiesa di San Venanzio Arcipretura spoletina e pertanto detto di obbedienza spoletina, prende il nome sia dal luogo ove sorgeva l'antica pieve di San Venanzio che dall'omonimo castello non più esistente e distrutto dal terremoto del 14 gennaio 1703.
Dal 1997, data d'inizio della rievocazione storica del Palio del Velluto, le frazioni che compongono il Sesto si sono organizzate in “comitato” per far fronte alle necessità della rappresentazione storica, ossia per il corteo storico, per le gare e la “cantina”.

## Descrizione

### Toponimo
Il toponimo Terzone è riferito al luogo ove sorgeva l'antica pieve di San Venanzio di Terzone solo successivamente assunse tale nome anche l'omonimo Castello, in realtà il vocabolo Terzone non ha una motivazione valida e fondata, data la carenza di fonti certe. L'onomastica Tercono o Terzonum, che non è di facile interpretazione, è di origine alto medioevale, probabile dizione corrotta d'espressione tardo latina più complessa.
La parola Terzone, nel vocabolario della lingua italiana, assume tre diversi significati: come sostantivo utilizzato in antichità per indicare la tela dei sacchi; in marina, era riferito al barile contenente le provviste d'acqua stivate nei velieri ed infine quella tela che imbevuta d'olio veniva arsa di notte, sulla parte più alta di un castello a mo' di faro.
Opinioni popolari, peraltro infondate, sull'attribuzione del nome di Terzone sono principalmente due: la prima si riferisce a terribili terremoti che rasero al suolo gli abitati e che per tre volte furono ricostruiti, la seconda, riguarda l'ubicazione del luogo stesso, e vale a dire "fra 3 zone", ricordiamo che il Castello di Terzone era il terzo castello della contea, poi ducato, dei Da Chiavano (Castelli di Chiavano, Pianezza e Terzone), inoltre dalla Pieve di San Venanzio dipendevano i territori dei Castelli di Chiavano, Terzone e Trimezzo.

### Territorio e confini
Il Sesto di Terzone sorge ad est del territorio del comune di Leonessa e confina: a nord con l'altipiano di Chiavano e con le circostanti frazioni del comune di Cascia; ad oriente col comune di Cittareale; a sud-ovest con il Sesto di Croce e ad ovest con il Sesto di Torre.
Nel suo comprensorio sono ubicate le seguenti frazioni:
Terzone (che riunisce le antiche frazioni di San Pietro in Cellis e San Paolo nonché gli agglomerati di Casa Petrucci, Cisterna, Casa Runci e Casa Buccioli), Sant'Angelo in Trigillo e Corvatello (confronta lo statuto del comune di Leonessa depositato presso il Ministero dell'Interno).
Non esistono più le seguenti frazioni: Villa San Venanzio, Colle Gallitelli e Colle Romano.

### Patrono
San Venanzio (Festa 18 maggio – dagli antichi Statuti di Leonessa)
L'origine del culto a San Venanzio è dovuta alla presenza nel territorio dell'antica Pieve a lui dedicata, citata in una Bolla di Benedetto III del 6 maggio 857 (Plebs S.Venantii de Tercono con sue cappelle), ma sicuramente di origini più antiche.
Detta Pieve è riportata anche nell'elenco delle Chiese della Diocesi di Spoleto, compilato dal Pelosius il 24 febbraio 1393 (Plebs S.Venantii de Terzono - est. libr. 62 flor. 7 Ad coll. d. Epi et est curata et Archipresbiteratus et duos Canonicatus habet;  et sunt sex Canonicatus in ea computatis in ea praedictis duobus solvebat jam cum Cappellis flor 3.) da cui dipendevano numerose Chiese dei villaggi di: Cellis, San Paolo, Colle Romano, Martana, Opagna, Pocoli, Forca Morella, Chiavano, Ocrile, Coronella, Trognano, Trimezzo, Rapinis, Rugliano, Grenzole e Montillo.
Sicuramente in seguito ad un sisma, tra il 1389 e il 1456, la Pieve, lesionata, andò in stato di abbandono, come riporta il Vescovo di Spoleto Berardo Eroli nella Visita pastorale del 1465 (Plebs Terzone situata nell'omonimo vocabolo verso Trimezzo diruta). A ciò contribuì anche l'incuria e l'assenza del Pievano dell'epoca Don Lallo Martini. Nel 1690 il Vescovo Spoletino Opizio Pallavicini, nella sua relazione sottolinea lo stato di abbandono dell'edificio sacro, che andò in disuso, sia per una diversa ristrutturazione ecclesiastica, in seguito al Concilio Tridentino , sia per l'abbandono del villaggio di San Venanzio con la contemporanea l'istituzione delle parrocchie di San Pietro, San Paolo e Sant'Angelo a cui furono trasferiti i beni e i benefici dell'antica Pieve.
Nella chiesa, dalla documentazione esistente presso gli archivi diocesani, sappiamo che vi erano due altari, uno maggiore ed uno più piccolo “all'antico” dedicato alla Madonna detta di San Venanzio, sulle pareti vi erano dei dipinti della vita e del martirio di Santo Stefano, era presente inoltre anche il Fonte battesimale.
Con la costituzione del Sesto di Terzone, dopo il 1401,  gli abitanti provvidero a costruire all'interno di Leonessa una chiesa che li rappresentasse, infatti fu edificata nella via San Francesco la parrocchiale di San Venanzio del Sesto di Terzone, di Arcipretura spoletina. Il terremoto del 1703 distrusse entrambi gli edifici sacri e gli sforzi degli uomini del Sesto furono tesi unicamente alla ricostruzione delle abitazioni e delle Chiese locali, abbandonando così definitivamente ogni progetto per riedificare sia il tempio entro le mura leonessane, che l'antica Pieve . Nella Parrocchiale di San Paolo fu trasferito il “Titolo” di San Venanzio e tutte le tradizioni del suo culto.
Nella Chiesa di San Paolo di Terzone, sopra l'altare maggiore, nella nicchia centrale, chiusa da una bella e duplice cornice decorata a fogliami, è collocata la statua lignea messa a oro e argento di autore ignoto settecentesco, che raffigura San Venanzio.
Il santo, è rappresentato in posizione eretta, vestito con un manto aureo su una tunica argentea e con alti calzari dorati, adorni di eleganti arabeschi. Con la mano destra impugna una lunga lancia sulla cui sommità sventola un vessillo bifido, mentre con la sinistra, sulla palma aperta, sorregge il plastico, stilizzato, probabilmente del Castello di Terzone.

## Galleria d'immagini

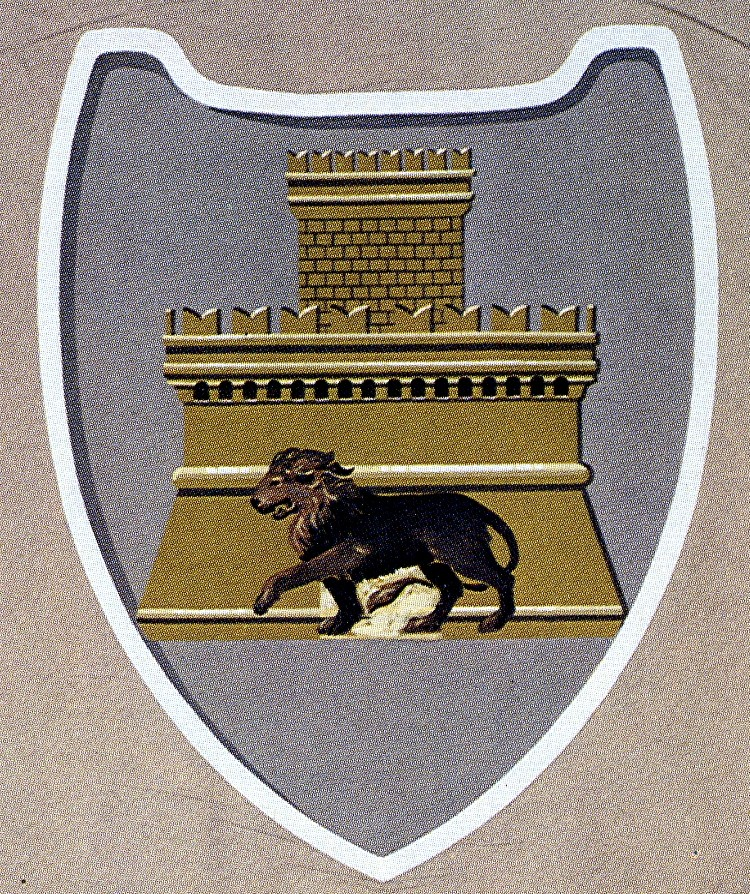
Stemma del Sesto di Terzone
Stemma di Sant'Angelo in Trigillo
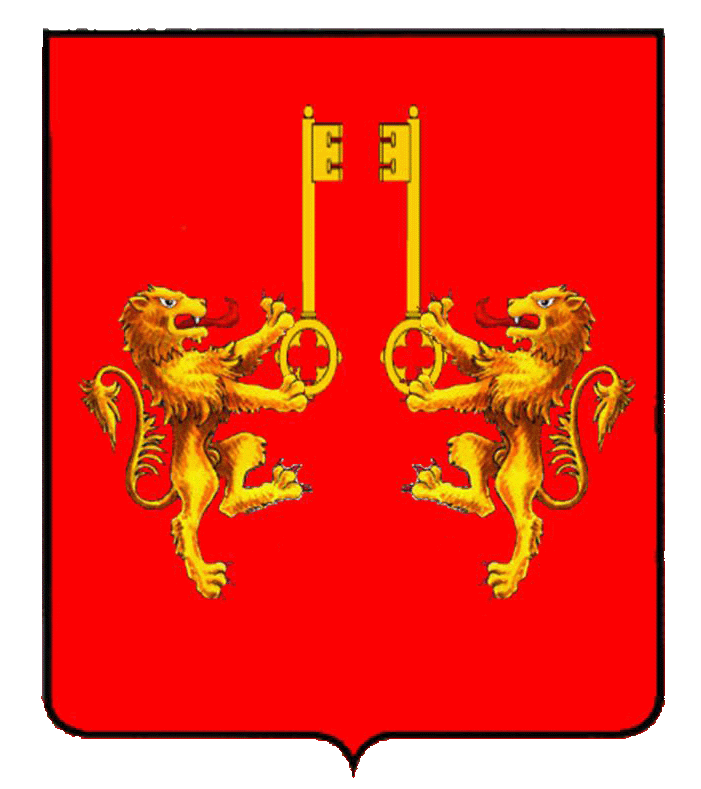
Stemma di Terzone San Pietro
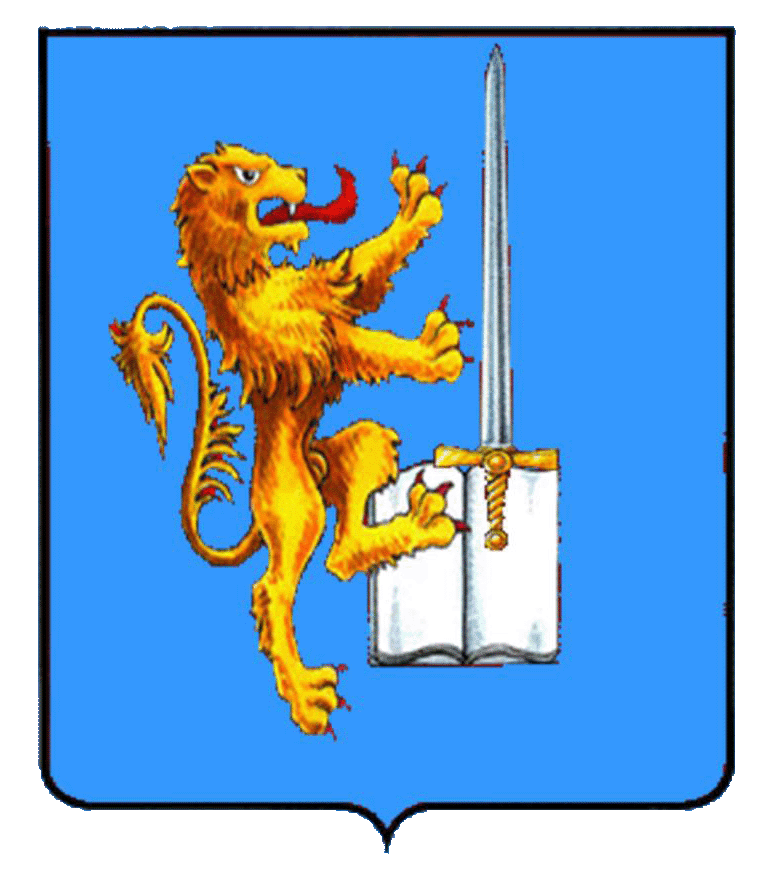
Stemma di Terzone San Paolo
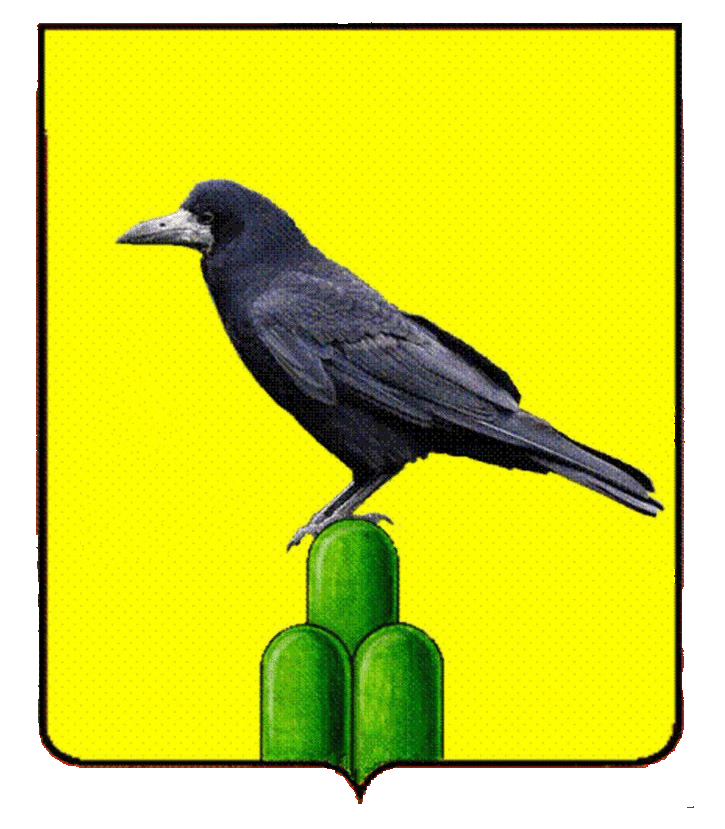
Stemma di Corvatello
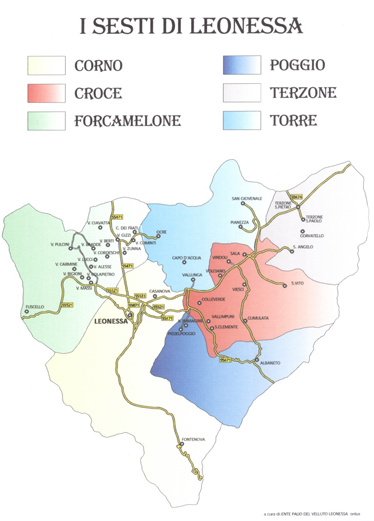
Mappa dei Sesti
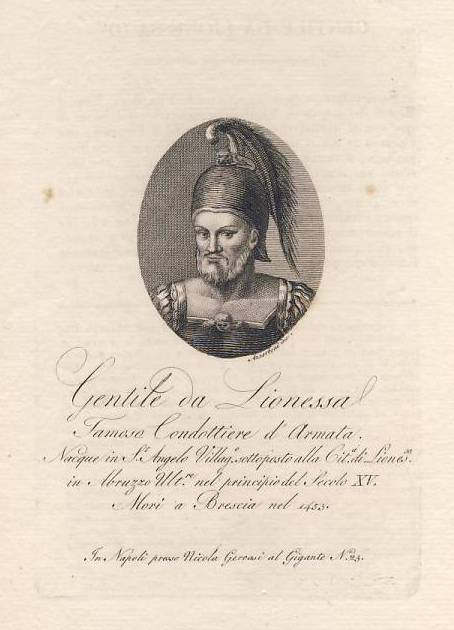
Magnifico Gentile